# ¿Dónde están los ladrones?
¿Dónde están los ladrones? (lett. Waar zijn de dieven?) is een album van de Colombiaanse zangeres Shakira, dat in 1999 werd uitgebracht.
Het album werd ongeveer 1 miljoen keer in de Verenigde Staten verkocht en circa 7 miljoen keer wereldwijd. Het is een van de bestverkopende Spaanstalige albums in de VS aller tijden. De naam van het album komt overigens van het feit dat Shakira's tas (die teksten van het album bevatte) werd gestolen.

## Nummers
Verenigd Koninkrijk, Nederland en Japan
1. Ciega, sordomuda (Shakira, Salgado) - 4:26
2. Si te vas (Shakira, Ochoa) - 3:31
3. Moscas en la casa (Shakira) - 3:31
4. No creo (Ochoa, Shakira) - 3:50
5. Inevitable (Ochoa, Shakira) - 3:13
6. Octavo día (Shakira, Méndez) - 4:32
7. Que vuelvas (Shakira) - 3:49
8. Tú (Shakira, O'Brien) - 3:37
9. ¿Dónde están los ladrones? (Shakira, Ochoa) - 3:12
10. Sombra de ti (Shakira, Ochoa) - 3:33
11. Ojos así (Shakira, Florez, Garza) - 3:59
12. Estoy aquí - 3:47
13. Ojos así (Single Version) (Shakira, Florez, Garza) - 3:56

¿Dónde están los ladrones?
1. Ciega, sordomuda (Shakira, Salgado) - 4:26
2. Si te vas (Shakira, Ochoa) - 3:31
3. Moscas en la casa (Shakira) - 3:31
4. No creo (Ochoa, Shakira) - 3:50
5. Inevitable (Ochoa, Shakira) - 3:13
6. Octavo día (Shakira, Mendez) - 4:32
7. Que vuelvas (Shakira) - 3:49
8. Tú (Shakira, O'Brien) - 3:37
9. ¿Dónde están los ladrones? (Shakira, Ochoa) - 3:12
10. Sombra de ti (Shakira, Ochoa) - 3:33
11. Ojos así (Shakira, Flórez, Garza) - 3:59

## Singles
- Ciega, Sordomuda
- Tú
- No Creo
- Inevitable
- Ojos Así
- Moscas En La Casa
- Si Te Vas
- Octavo Día
- ¿Dónde Están Los Ladrones?

## Prijzen
- Latin Grammy voor Beste Vrouwelijk Rock Optreden: Ojos Asì
- Latin Grammy voor Beste Vrouwelijk Pop Optreden: Octavo Día